# Puerto de Cartagena
El puerto de Cartagena está situado en la ciudad de Cartagena (España). Es capitanía de la provincia marítima de Cartagena y está gestionado por la Autoridad Portuaria de Cartagena (Organismo Público Puertos del Estado, Ministerio de Fomento de España).
Es el cuarto puerto a nivel nacional en tráfico de mercancías tras Algeciras, Valencia y Barcelona y por delante de Tarragona, Bilbao y Huelva. El 60 % de la exportación y el 80 % de las importaciones de la Región de Murcia se realizan a través del Puerto de Cartagena. Más del 40 % del turismo que recibe Cartagena lo hace a través de su puerto. 
Actualmente, Cartagena se sitúa como el octavo puerto de España por volumen de cruceristas, representando el 63,8 % del movimiento total de pasajeros de cruceros en los
puertos del sudeste peninsular (Puertos de Cartagena,
Alicante y Almería). La llegada de cruceristas a Cartagena, que ha crecido un 150 % en diez años,  batió su récord de escalas y pasajeros en 2019 con la llegada de 167 buques y 250 000 visitantes, respectivamente

## Historia
Desde la fundación de Cartagena, el puerto ha estado ligado a su historia, y ha contribuido a su desarrollo, a su configuración, a su personalidad y le ha dado su esencia. Ya en época de los romanos fue uno de los más importantes puertos del mar Mediterráneo, además, ha servido a todas las civilizaciones que han pasado por la ciudad.
Miguel de Cervantes, en su obra Viaje del Parnaso (1614), realizó una breve descripción del puerto de la ciudad de Cartagena que se haría popular con los años, tras ser colocados estos versos en lugar preferente en el puerto de la ciudad. 

Con esto, poco a poco llegué al puerto,
al que los de Cartago dieron nombre,
cerrado a todos vientos y encubierto,
a cuyo claro y singular renombre
se postran cuantos puertos el mar baña,
descubre el sol y ha navegado el hombre.
Miguel de Cervantes. Viaje del Parnaso, 1614

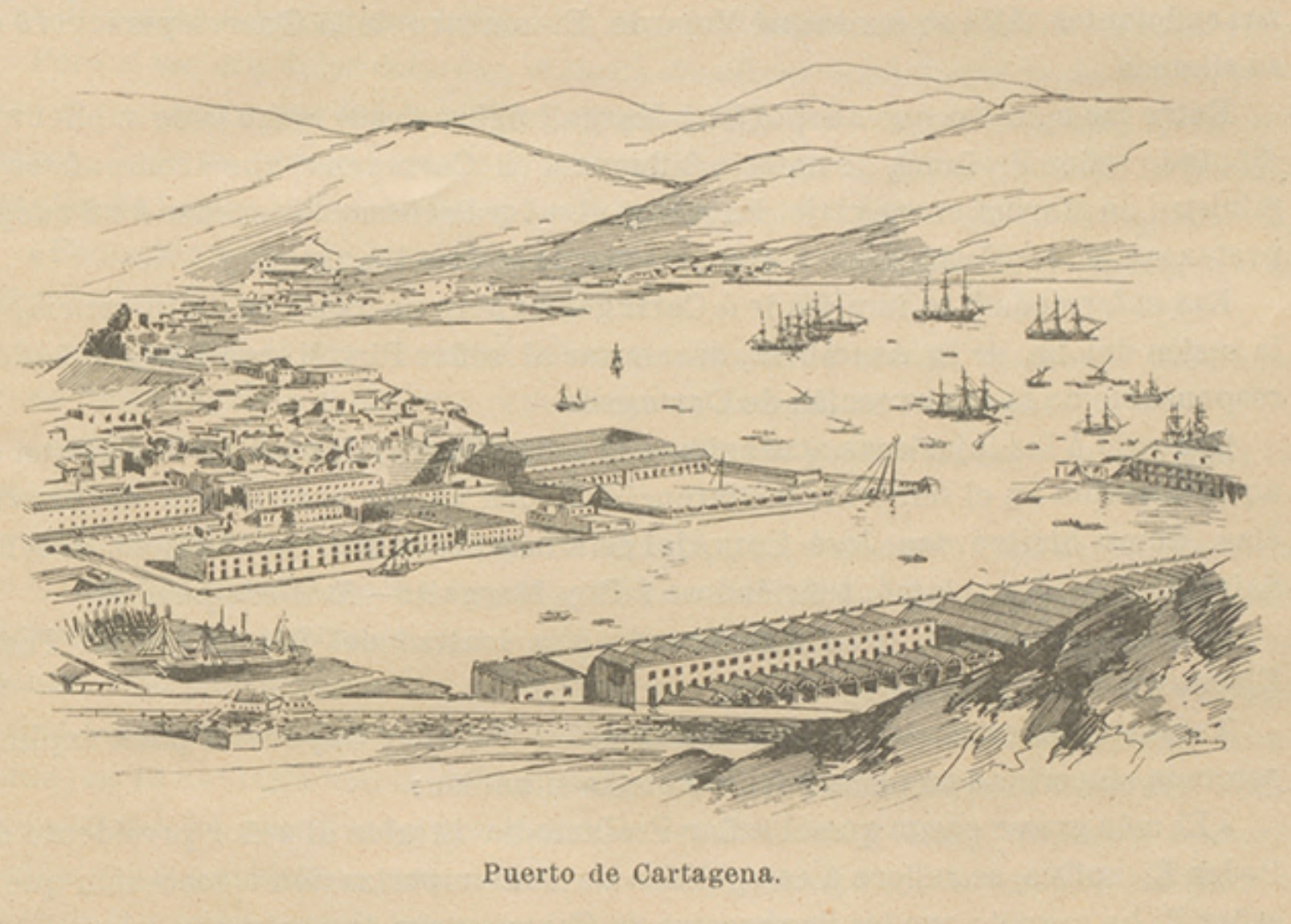
Puerto de Cartagena en Historia de España en el siglo XIX

Además de ser un gran puerto comercial durante toda su historia, ha estado íntimamente unido a la Armada desde siempre, creándose el Arsenal Militar, que sigue activo a día de hoy, además de ser sede de la Base de submarinos de la Armada Española y de otras unidades navales.

Es uno de los mayores puertos comerciales e industriales de España gracias a su dársena de Escombreras además de comenzar a despuntar en el mercado de los cruceros de placer, esta vez gracias a la dársena de Cartagena.

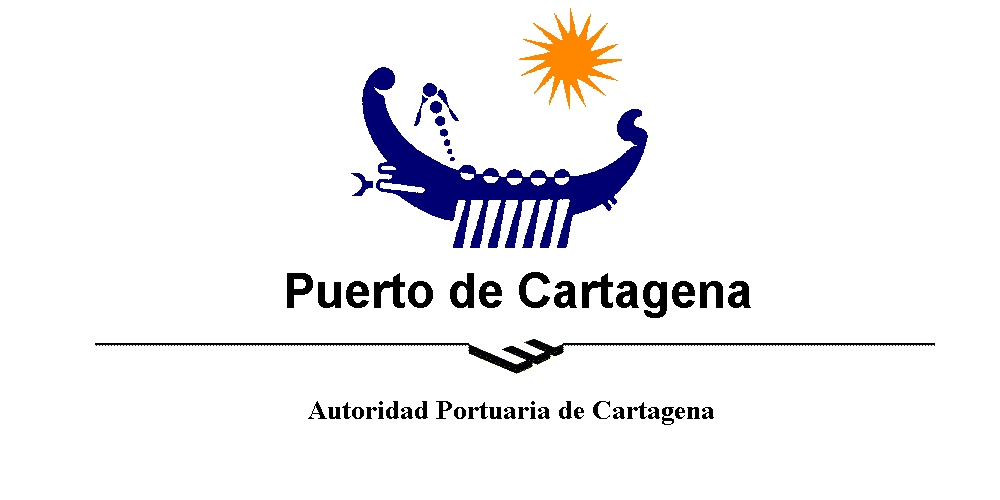
Logotipo del Puerto de Cartagena

En 2008 y 2012, Cartagena quedó finalista en los premios internacionales Seatrade Insider Cruise Awards en la categoría de Puerto del Año. Estos premios distinguen a los mejores puertos de cruceros del mundo. Se puede remarcar, uno de los cruceros más grandes del mundo que ha atracado en el puerto, conocido como "Independence of the seas", el cual trajo a conocer y disfrutar la Ciudad a más de 4000 turistas.

## Dársenas
El Puerto de Cartagena posee dos dársenas independientes (Cartagena y Escombreras), separadas entre sí una distancia de 5 km por carretera y 1'5 millas por mar.

### Dársena de Cartagena
En los terrenos de la dársena de Cartagena se encuentran:
- Terminal de Cruceros
- Puerto Deportivo
- Muelle Alfonso XII
- Instalaciones Pesqueras
- Terminal contenedores - Muelle de Sta. Lucía (ISO 9001)
- Terminal mercancía general - Muelle de S. Pedro (ISO 9001)

### Dársena de Escombreras
En los terrenos de la dársena de Escombreras se encuentran:
- Terminal Graneles Sólidos (ISO 9001)
  - Muelle Príncipe Felipe Sur
  - Muelle Príncipe Felipe Oeste
  - Muelle Isaac Peral
- Terminal inflamables
  - Muelle Príncipe Felipe Norte
  - Dique- Muelle Bastarreche
  - Muelle Maese
  - Pantalán
  - Espigón
  - Atraque sureste
  - Atraque de metaneros
  - Entorno industrial
    - Central térmica de Escombreras
    - GDF Suez Cartagena Energía
    - Central térmica de Cartagena-Gas Natural

### Proyecto de ampliación de El Gorguel
En 2006, la Autoridad Portuaria de Cartagena propuso la ampliación del puerto con una nueva dársena en El Gorguel, destinada al transbordo de contenedores y la canalización del tráfico derivado de las importaciones y exportaciones del hinterland (el área de influencia del puerto).
Inicialmente se diseñó una dársena con la bocana abierta hacia la Bahía de Portmán, con una superficie de almacenamiento de 180 Ha, y un dique de 2900 m. Posteriormente se modificó la orientación, que quedaría opuesta a la bahía de Portmán para evitar la exposición a los oleajes del este, las dificultades para futuras ampliaciones y la oposición del Ayuntamiento de La Unión por interferir con los proyectos de recuperación de la Bahía de Portmán.
Esta  terminal  de contenedores contaría con un total de 190 Ha de explanada y casi 4 km de dique de abrigo, con posibilidad de ampliación futura.
Además, el proyecto incluye la creación de una Zona de Actividades Logísticas en el Valle del Gorguel, con un total de 2000000 m², y la habilitación  de  accesos  terrestres  por  carretera  y ferrocarril  en  un recorrido de 4 km, que incluirán la apertura de un túnel de menos de 500 m que atraviese la Sierra de la Fausilla.
El coste estimado superaba los 1500 millones de €.
El Proyecto fue abandonado y recibió un amplio rechazo por parte de las organizaciones ecologistas.

## Galería

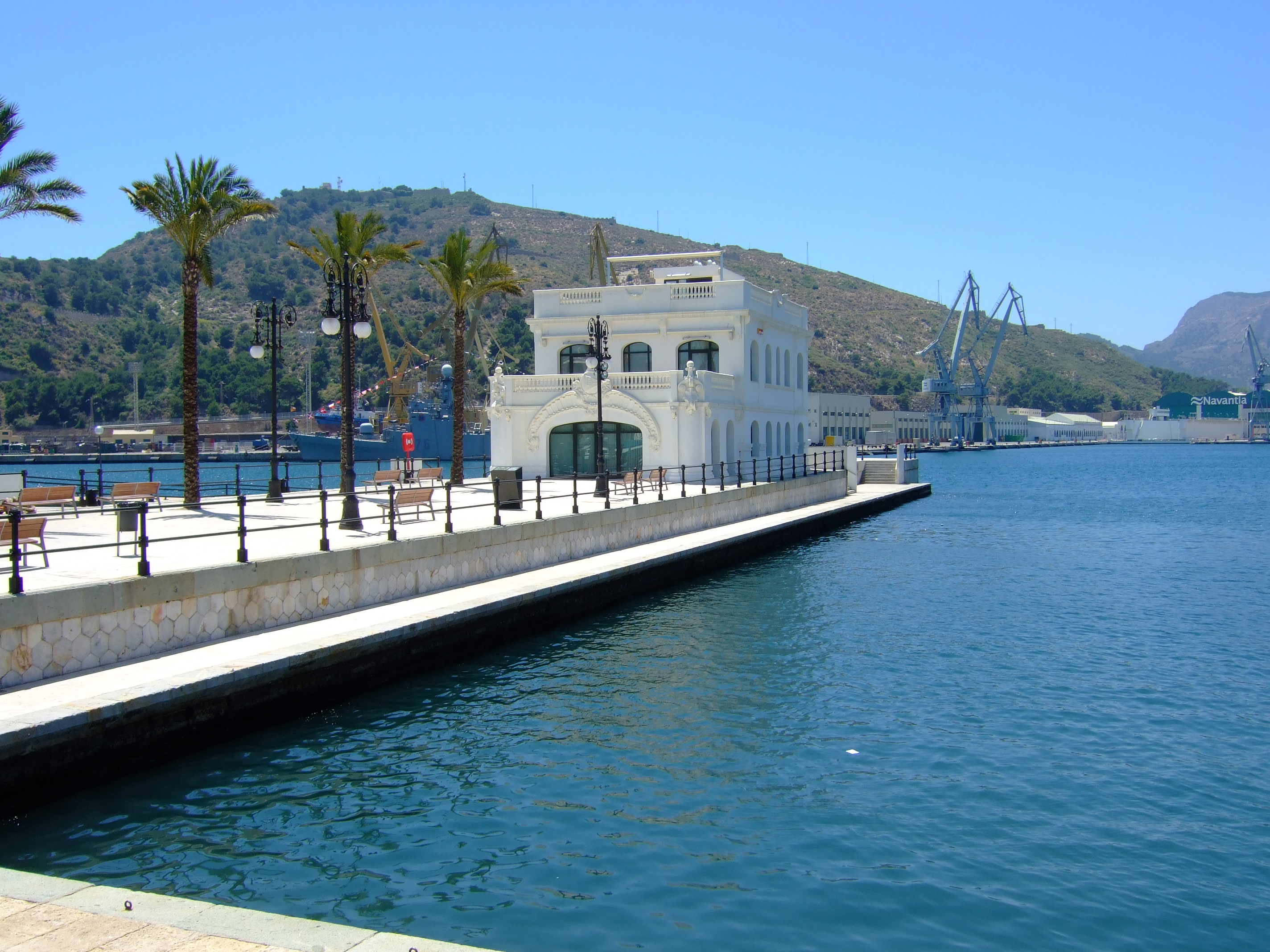
El antiguo Club de Regatas.
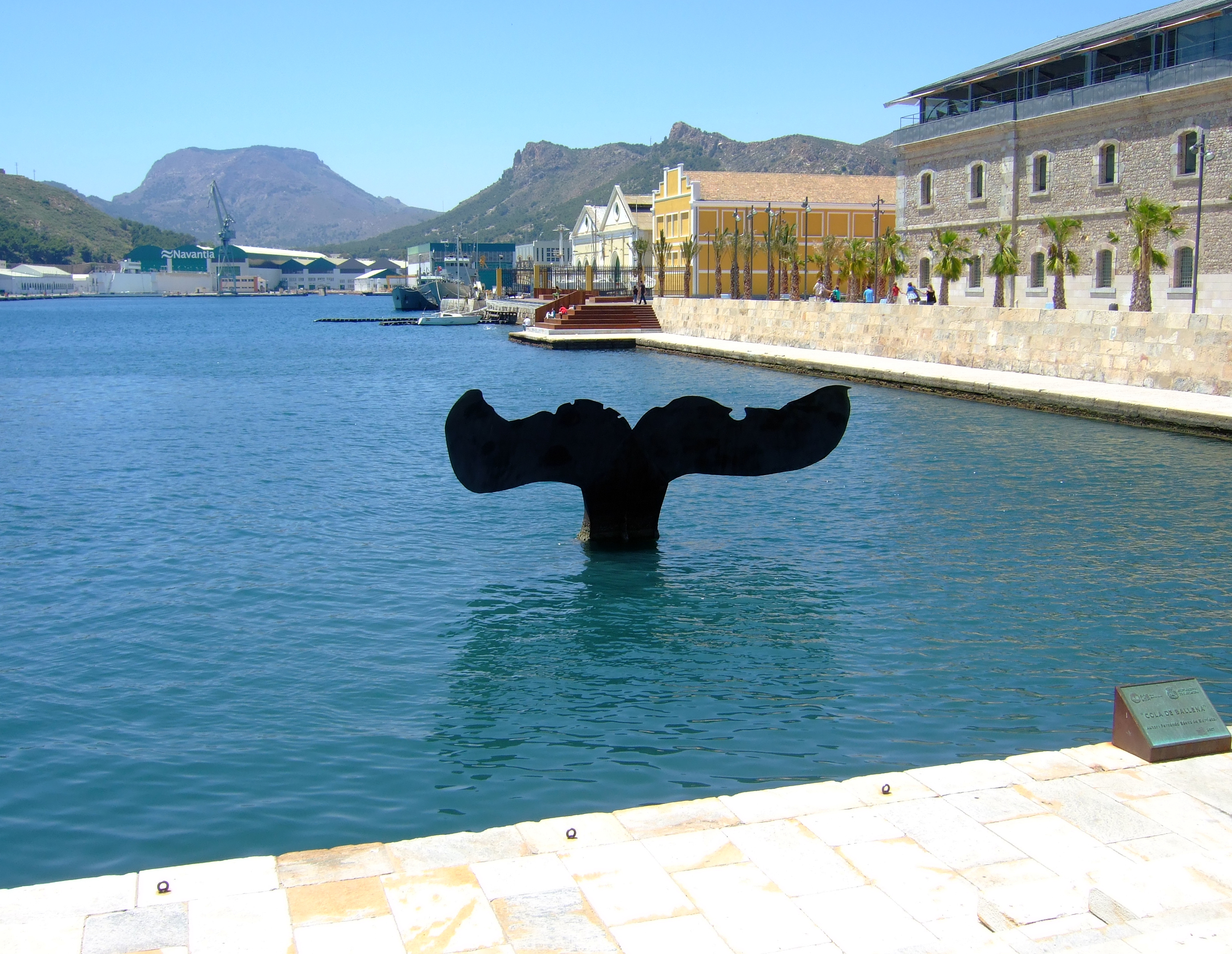
La Cola de Ballena.
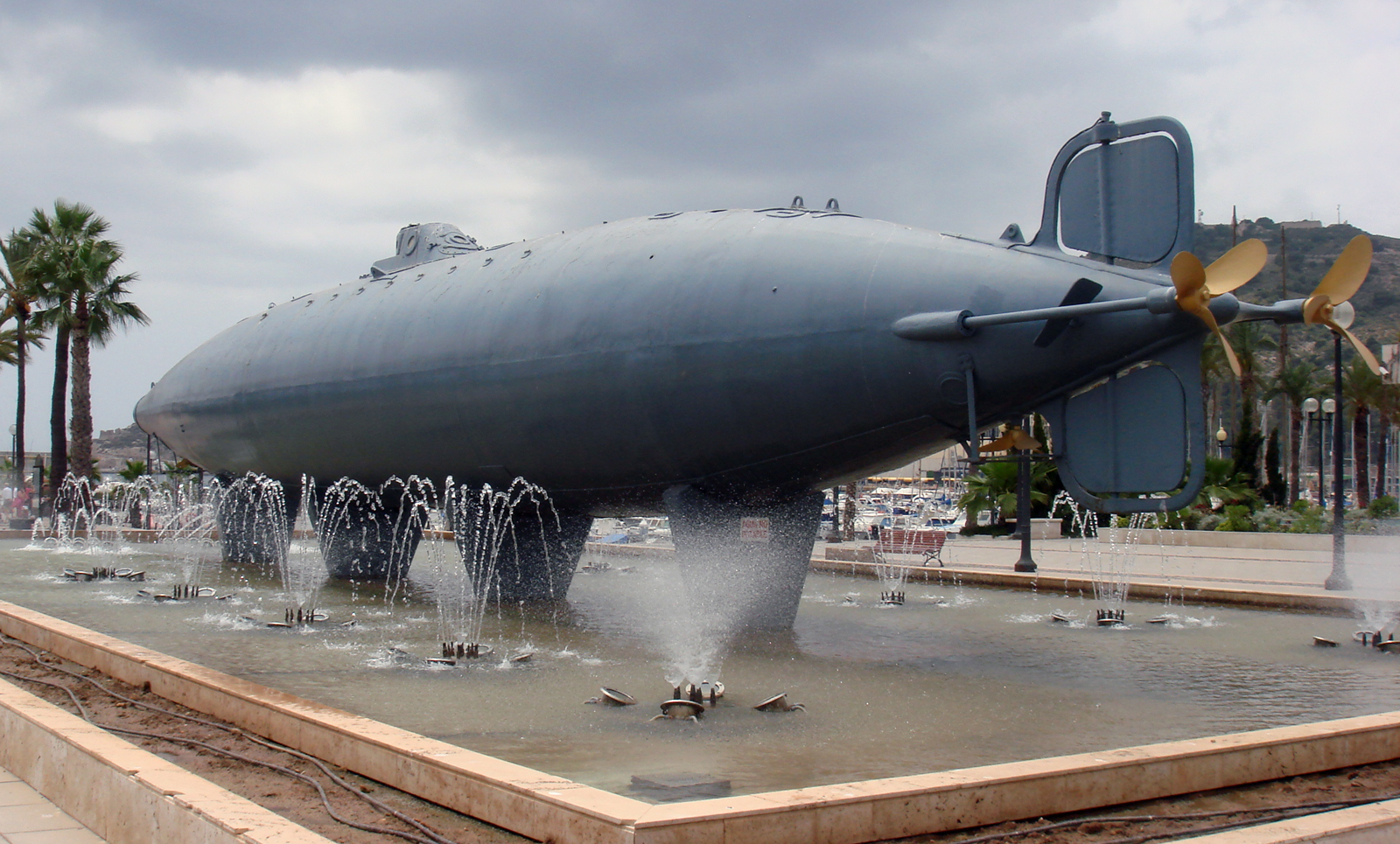
El submarino Peral.
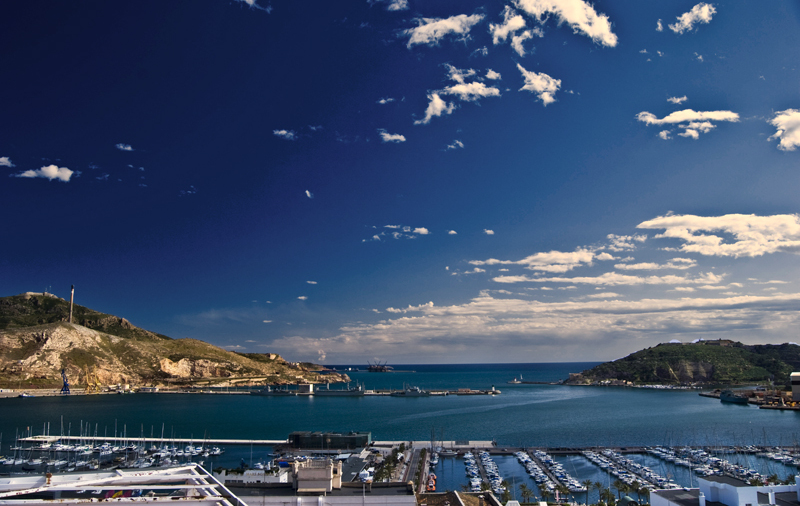
Dársena de Cartagena del Puerto.
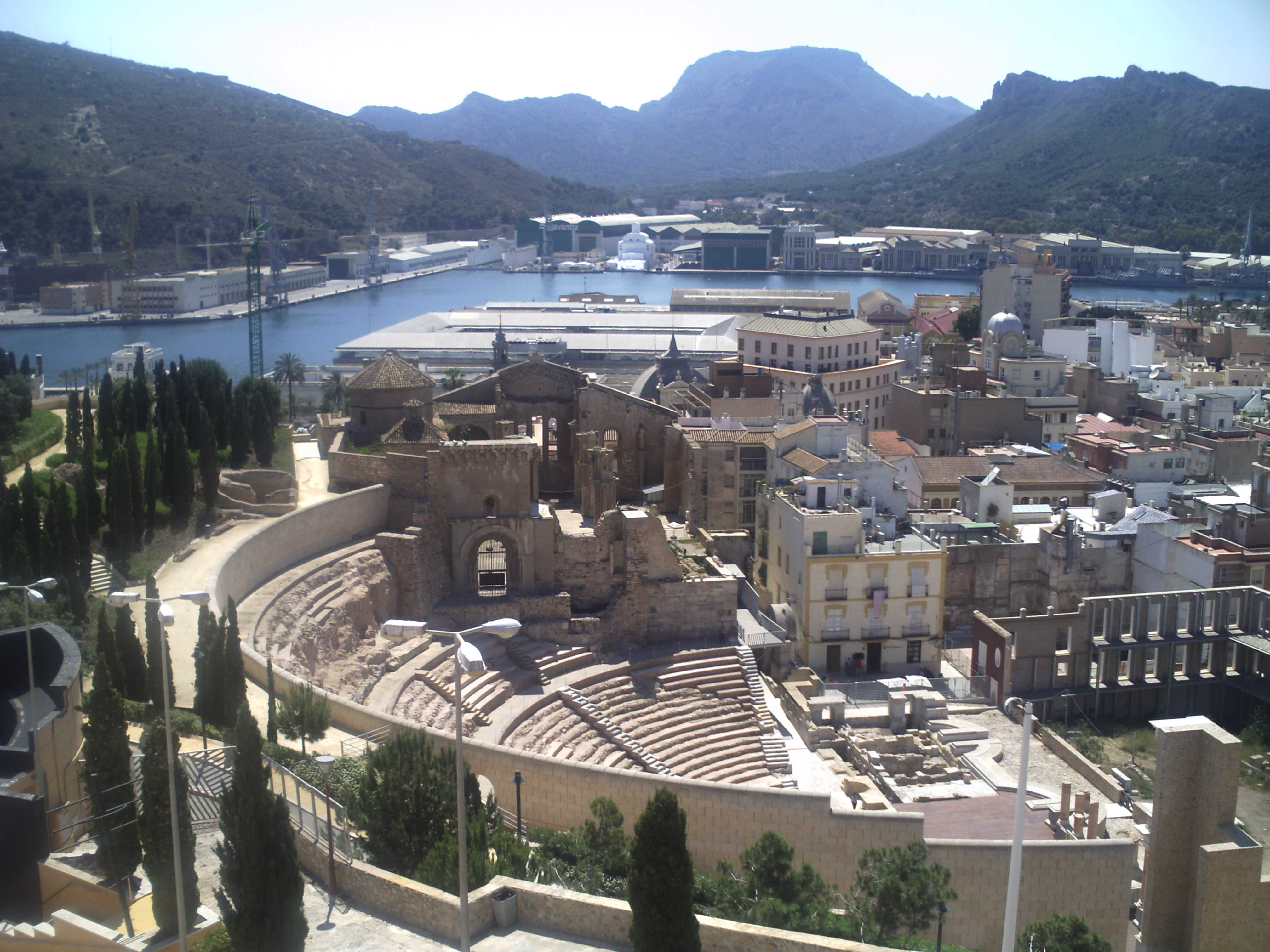
Teatro romano de Cartagena junto al Puerto.